# Svecov AS–21
A Svecov AS–21 egy szovjet gyártmányú, héthengeres, egykoszorús csillagmotor. A kétkoszorús, 14 hengeres AS–82 csillagmotor fele, egy hengerkoszorúval. Több részegysége az AS–62IR és az AS–82FN motorból származik.

## Története
Tervezése 1945-ben kezdődött az Arkagyij Svecov irányítása alatt álló OKB–19 tervezőirodában. A motor főkonstruktőre Viktor Nyitcsenko volt. Az első prototípus 1946-ban készült el. A teszteket követően, 1947-ben indult el a sorozatgyártása a 19. sz. motorgyárban. A gyártás 1955-ös befejezéséig a Szovjetunióban 7636 db készült a motorból.
A motort eredetileg a Jak–11 gyakorló és kiképző repülőgép számára fejlesztették ki. Legnagyobb mennyiségben ezen a típuson alkalmazták. Emellett a kis példányszámban gyártott Jak–16 utasszállító repülőgépen, a csak prototípus szintjén maradt Be–8 repülő csónakon, a Be–30 utasszállító repülőgép prototípusain, valamint az ugyancsak prototípusként megépített Jak–200 és Jak–210 kiképző-bombázó repülőgépeken is alkalmazták.
Csehszlovákiában licenc alapján 1952-től gyártották. Ezeket a motorokat a Jak–11 Csehszlovákiában licenc alapján gyártott változatába, a LET C–11-be építették be. A csehszlovák változat az eredeti szovjet motornál kismértékben nehezebb, 495 kg tömegű.

## Műszaki jellemzői
Az AS–21 egykoszorús felépítésű, héthengeres, léghűtéses csillagmotor. Kenési rendszere szárazteknős olajozású. A motor közvetlen üzemanyag-befecskendezéses, hengerenként két szeleppel rendelkezik. Feltöltője egyfokozatú, centrifugális. A motor főtengelye bolygókerekes reduktoron keresztül hajtja a légcsavar tengelyét.

## Műszaki adatai
- Hengerek száma: 7
- Hengerátmérő: 155,5 mm
- Löket: 155 mm
- Hengerűrtartalom: 20,605 l
- Kompresszióviszony: 6,4
- Száraz tömeg: 486 kg
- Maximális teljesítmény: 520 kW (700 LE) 2300 1/perc fordulatszámon
- Névleges teljesítmény: 459 kW (615 LE) 1700 m-es magasságon
- Fajlagos teljesítmény: 1,07 kW/kg

## Külső hivatkozások
- Fényképek a Magyar Repüléstörténeti Múzeumban kiállított AS–21 motorról